# セイヨウスグリ
セイヨウスグリ（西洋酸塊、学名 Ribes uva-crispa）はスグリ科スグリ属の落葉低木。別名、マルスグリ（丸酸塊）、オオスグリ。英語ではgooseberry（アメリカとイギリス北部では主にグースベリーまたはグーズベリー、イギリス南部では主にグズバリ）。
ヨーロッパなどでは普通に栽培され、甘い果実をジャムやゼリーに加工する。近縁種にアメリカスグリ（Ribes hirtellum Michaux）など。

## 属・亜属分類
スグリ属下のスグリ亜属 Subgen. Grossularia に分類するのが普通だが、Grossulariaを独立の属として扱う分類学者も少数いる。しかし、セイヨウスグリとスグリ属（Ribes）のクロスグリを交配して栽培可能な雑種（ヨスタベリー (jostaberry) など）が得られるため、そのような分類は不適切である可能性が高い。
スグリ亜属 Subgen. Grossularia に属する種は、主に茎にとげを持つ、また1つの短茎に1-3個の花をつけ総状花序を形成しない、などの点でスグリ属の他の亜属と異なる。

## 特徴
高さ1-3メートルの低木の茂みを作り、枝には鋭いとげをびっしりと具える。単独で生育するか、短い側枝を基点とした2-3本の木からなる放射状に広がる茂みを形成する。丸みを帯び切れ込みの多く入った3-5枚の葉の間から、1個または1対ずつ鐘状の花をつける。野生の固体の果実は栽培されたものより小さいが、味は良いことが多い。果実には普通は細かい毛が生えているが、毛を持たない変種もある。また色は普通緑だが、まれに濃い紫のものも存在する。

## 分布
原産はヨーロッパと西アジアである。フランス東部から（おそらくは）ヒマラヤにかけて、アルプスの雑木林や岩石の多い低地の森に自生する。イギリスにおいては雑木林や生け垣、古い廃墟に多くみられるが、昔から栽培が行われてきたためグレートブリテン島固有の植物相であるかは定かでない。アルプス山脈の麓に位置するピエモンテ州やサヴォイア辺りでも普通にみられるが、ローマ人がスグリのことを良く知っていたかどうかは不確かである。とはいえ、ガイウス・プリニウス・セクンドゥスは『博物誌』の中で「イタリアの暑い夏は生育に適さない」と述べていることから、ある程度の知識があったことがうかがえる。ドイツやフランスでは豊富にみられ、中世には野生の果実の酸性の果汁が発熱 (fever) に効く薬として珍重されていたが、それほど多く生育していたとは考えられない。英語の古名 Fea-berry が方言としていまだ残っている地方もあり、比較的早い時代に庭園での栽培が行われていたイギリスでも、同様な価値を持つものとして扱われていたことを示している。

## 利用
実は食用。生食も出来るが、日本ではジャムなどに加工しての流通が多い。また、農文協刊の「聞き書　北海道の食事」では、道東十勝地方の「春の朝食」に、「グースベリーの塩漬」が挙げられている。日本国内でも造成された山林・山野で栽培されている。主な生産地は、長野、東北地方などの寒冷地。
『家なき子』（フランスの作家エクトール・アンリ・マロの小説）において菊池幽芳は、グースベリータルトをスグリタルトと訳している。また『白雪姫』（1937年のディズニー映画）はグースベリーパイをイチゴパイと訳している。
スグリ属はアメリカの五針葉マツに壊滅的被害を与えている五葉マツ類発疹さび病（英名:white pine blister rust）の原因菌Cronatrium ribicolaの中間宿主である。病気の蔓延を防ぐためとして、東部の一部自治体では本種を含むスグリ属植物の栽培を禁止している。